# 熊野英
熊野 英（くまの えい、1889年〈明治22年〉8月3日 - 1963年〈昭和38年〉2月3日）は、日本の内務官僚、政治家。官選群馬県知事、松江市長。旧姓・石倉。

## 経歴
島根県出身。石倉家に生まれ、熊野家の養子となる。松江中学校を経て、第一高等学校を卒業。1913年11月、文官高等試験行政科試験に合格。1914年、東京帝国大学法科大学政治学科を卒業。1915年、内務省に入省し鹿児島県属となる。
以後、鹿児島県警視、同県日置郡長、同薩摩郡長、同県理事官、和歌山県理事官、同農林課長、同地方課長、帝都復興院書記官、復興局書記官・整地部庶務課長、同用地課長、愛知県書記官・学務部長、大阪府書記官・学務部長、岐阜県書記官・内務部長、三重県書記官・総務部長などを歴任。
1939年4月、群馬県知事に就任。1940年8月6日、依願免本官となり退官した。その後、大政翼賛会中央協力会議員、産業組合中央会常務理事を務めた。
戦後、松江市長を1945年9月から1947年4月まで務め、第1回公選島根県知事選挙に出馬のため辞職した。その後、公職追放となる。1951年4月、松江市長に当選し市長を三期務めて、死去するまで在任した。

## 栄典
- 1940年（昭和15年）8月15日 - 紀元二千六百年祝典記念章[11]